# Лука Елладский
Лука́ Елла́дский, Лука Стириот (греч. Λουκά ο Στειριώτης; 29 июля 896 — 7 февраля 953) — греческий монах, основатель монастыря Осиос Лукас. Почитается Православной церковью в лике преподобных, память 7 (20) февраля.

## Жизнеописание
Лука родился в окрестностях Дельф в семье Стефана и Евфросинии и был третьим из семерых детей. В 14 лет, после смерти отца, он ушёл из дома в Афины, желая стать монахом в одном из афинских монастырей. По просьбе матери он вернулся домой, но, спустя четыре месяца, получив её благословение, удалился в Яннимаки, где принял монашеский постриг и поселился у церкви святых бессребреников Космы и Дамиана. Спустя семь лет из-за нашествия войск болгарского царя Симеона I он перешёл в Коринф, а затем в Патры, где 10 лет провёл в послушании у столпника. Затем он вернулся в Яннимаки, где прожил 12 лет, но из-за роста числа его почитателей удалился на пустынный остров Амбелон, чтобы продолжить свою аскетическую жизнь.
Около 946 года Лука поселился на склонах Геликона (ном Беотия). Вскоре вокруг него образовалась монашеская община, и было начато строительство храма во имя святой Варвары, вокруг которого возник монастырь Осиос Лукас. Расцвет монастыря начался после смерти Луки, что связывают с преданием о том, что когда у преподобного спросили об освобождении Крита от сарацин, то Лука сказал: «Роман спасёт Крит», а на вопрос, говорит ли он об императоре Романе I, ответил: «Не он, но другой». Крит освободил в 961 году император Роман II Младший: помня о пророчестве, он направил в Осиос Лукас строителей с указанием построить для монастыря церковь по подобию Святой Софии.
Лука скончался в 953 году и был погребён в своей келии, над которой позднее была построена небольшая церковь. После постройки кафоликона монастыря мощи Луки поместили в его крипте, а позднее перенесли в сам храм.
Во второй четверти XIII века монастырь был разграблен ахейским князем Жоффруа II Виллардуэном, который вывез из монастыря в Венецию мощи преподобного Луки (их частица осталась в одном из афонских монастырей). В 1986 году мощи преподобного вернулись в монастырь.